# Doxey
För andra betydelser, se Doxey (olika betydelser).
Doxey är en civil parish i Storbritannien. Den ligger i grevskapet Staffordshire och riksdelen England, i den södra delen av landet, 200 km nordväst om huvudstaden London.